# Christus verjaagt de kooplieden uit de tempel
Christus verjaagt de kooplieden uit de tempel (Frans: Le Christ chassant les marchands du Temple) is een schilderij van Jan Sanders van Hemessen uit 1556. Het werk maakt sinds 1804 deel uit van de collectie van het Museum voor Schone Kunsten in Nancy. 

## Herkomst
In de achttiende eeuw was het schilderij in bezit van de hertog van Beieren.

## Voorstelling
Het schilderij is een weergave van de bijbelse episode van de tempelreiniging. De scene speelt zich echter niet af in Jeruzalem, maar in de kathedraal van Antwerpen. Sanders van Hemessen liet zich inspireren door het dagelijkse leven. Vaak maakte hij  geseculariseerde religieuze voorstellingen waar ook dit schilderij een voorbeeld van is. De compositie brengt drie gebeurtenissen in één beeld samen: op de achtergrond links praat Jezus met de priesters; in het midden jaagt hij, gewapend met een zweep, de kooplieden weg; rechtsonder vluchten ze. De manden met duiven van de verkopers en de tafels van de geldwisselaars zijn duidelijk zichtbaar. Links van Christus zijn enkele apostelen te zien.
Het werk past zowel in de Vlaamse traditie als in het Italiaanse maniërisme. De compositie is gebaseerd op talrijke contrasten: tussen het geweld van het gebaar van Christus en de onbewogenheid van zijn gezicht, tussen zijn zeer eenvoudige outfit (sobere kleding, blote voeten) en de grimassende, chaotische en luxueus geklede groep kooplieden. De dynamiek van het werk wordt nog versterkt door de afwisseling van warme en koude kleuren en de theatraliteit van de houdingen. 
Dit schilderij is een van de laatst bekende werken van Sanders van Hemessen. Zijn keuze om het toneel in Antwerpen, destijds het centrum van de Vlaamse handel, te plaatsen, heeft onmiskenbaar een politieke dimensie. In een tijd van religieuze onlusten tussen katholieken en protestanten staat de straffende Christus symbool voor Contrareformatie. Hij stelt orde op zaken in het religieuze leven in de stad. In het jaar waarin het schilderij gemaakt werd, besteeg Filips II de troon en vestigden de Jezuïeten zich voor het eerst in Antwerpen. Deze orde speelde een belangrijke rol in het verspreiden van de ideeën van de Contrareformatie. 